# Сновская городская община
Сновская городская общи́на (укр. Сновська міська громада) — территориальная община в Корюковском районе Черниговской области Украины. Административный центр — город Сновск.
Население — 22 026 человек. Площадь — 1283,1 км².
Количество учреждений, оказывающих первичную медицинскую помощь — 6.
Община имеет партнёрские отношения с гминой Стольно (Польша).

## История
Сновская городская община была создана 27 сентября 2016 года путём объединения Сновского городского совета и всех 24 (Великощимельского, Горского, Гуто-Студенческого, Елинского, Жоведского, Займищенского, Заричанского, Клюсовского, Кучиновского, Низковского, Новоборовичского, Новомлиновского, Петровского, Рогозковского, Смячского, Сновского, Софиевского, Староборовичского, Староруднянского, Суничненского, Тихоновичского, Турьянского, Хотуничского, Чепелевского) сельсоветов Сновского района.
17 июля 2020 года община вошла в состав нового Корюковского района. Сновский район был ликвидирован.

## География
Община занимает территорию в границах ныне упразднённого Сновского района. Община граничит с Городнянской и Березнянской общинами Черниговского района, Корюковской и Менской общинами Корюковского района, Белоруссией. Реки: Снов, Смяч, Турчанка, Бречь, Крюкова.

## Населённые пункты
- город Сновск
- Безугловка
- Великий Щимель
- Гвоздиковка
- Глубокий Рог
- Горск
- Гута-Студенецкая
- Елино
- Енькова Рудня
- Жоведь
- Журавок
- Загребельная Слобода
- Займище
- Заречье
- Ивановка
- Илькуча
- Камка
- Клюсы
- Крестоповщина
- Куропиевка
- Кучиновка
- Липовка
- Лосева Слобода
- Лютовка
- Михайловка
- Мишино
- Млынок
- Мостки
- Низковка
- Новые Боровичи
- Новые Млины
- Песчанка
- Петровка
- Плёхов
- Попельня
- Привольное
- Радвино
- Рогозки
- Руда
- Сальное
- Селище
- Слава
- Смяч
- Сновское
- Софиевка
- Старая Рудня
- Старые Боровичи
- Суничное
- Тихоновичи
- Турья
- Филоновка
- Хотуничи
- Хреновка
- Чепелев
- Шкробово
- Щокоть
- посёлок Лука